# Niederweningen
Niederweningen (toponimo tedesco) è un comune svizzero di 2 930 abitanti del Canton Zurigo, nel distretto di Dielsdorf.

## Monumenti e luoghi d'interesse

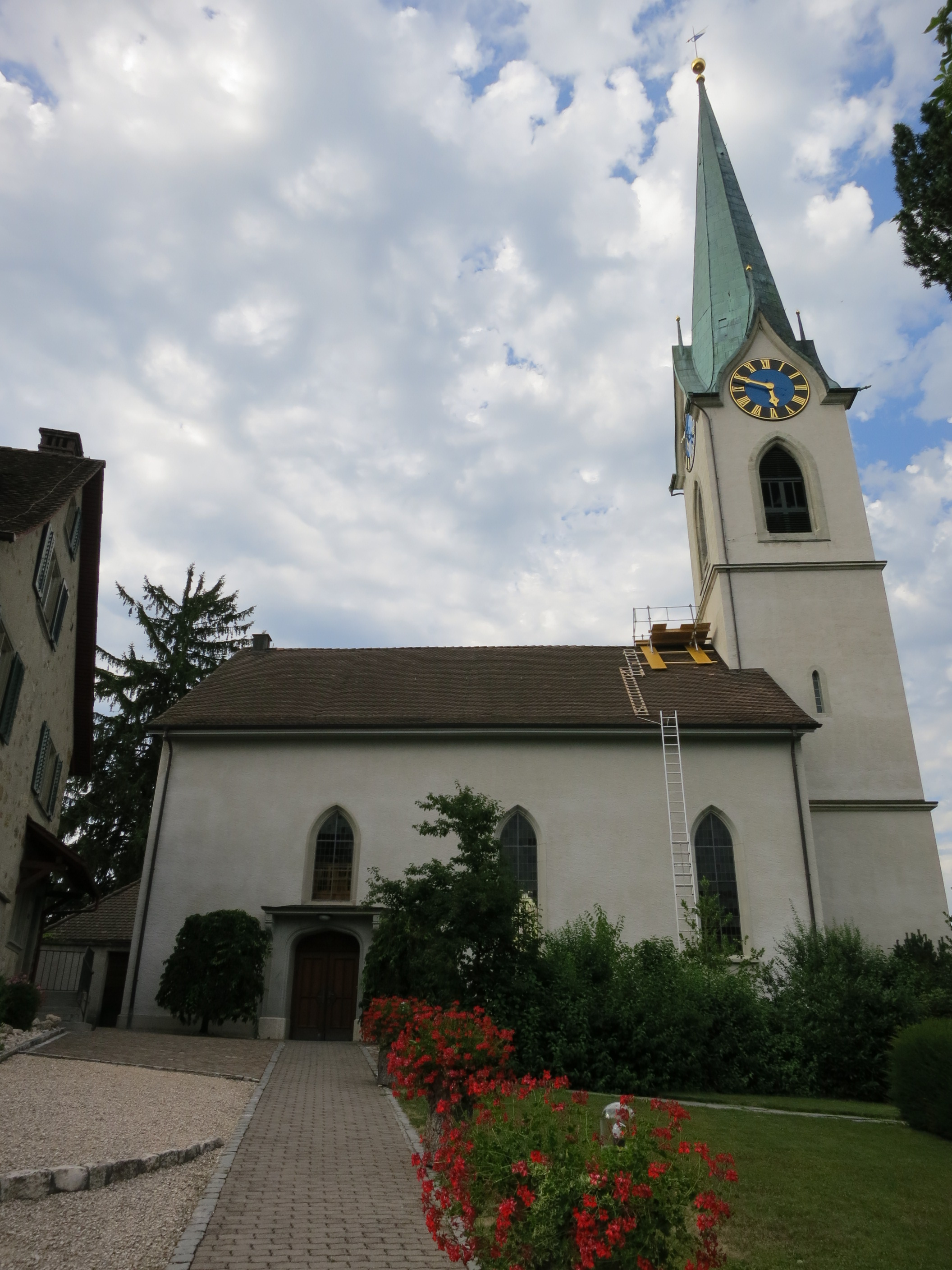
La chiesa riformata di San Martino

- Chiesa riformata di San Martino, attestata dal 1145[1].

## Società

### Evoluzione demografica
L'evoluzione demografica è riportata nella seguente tabella:
Abitanti censiti

## Infrastrutture e trasporti

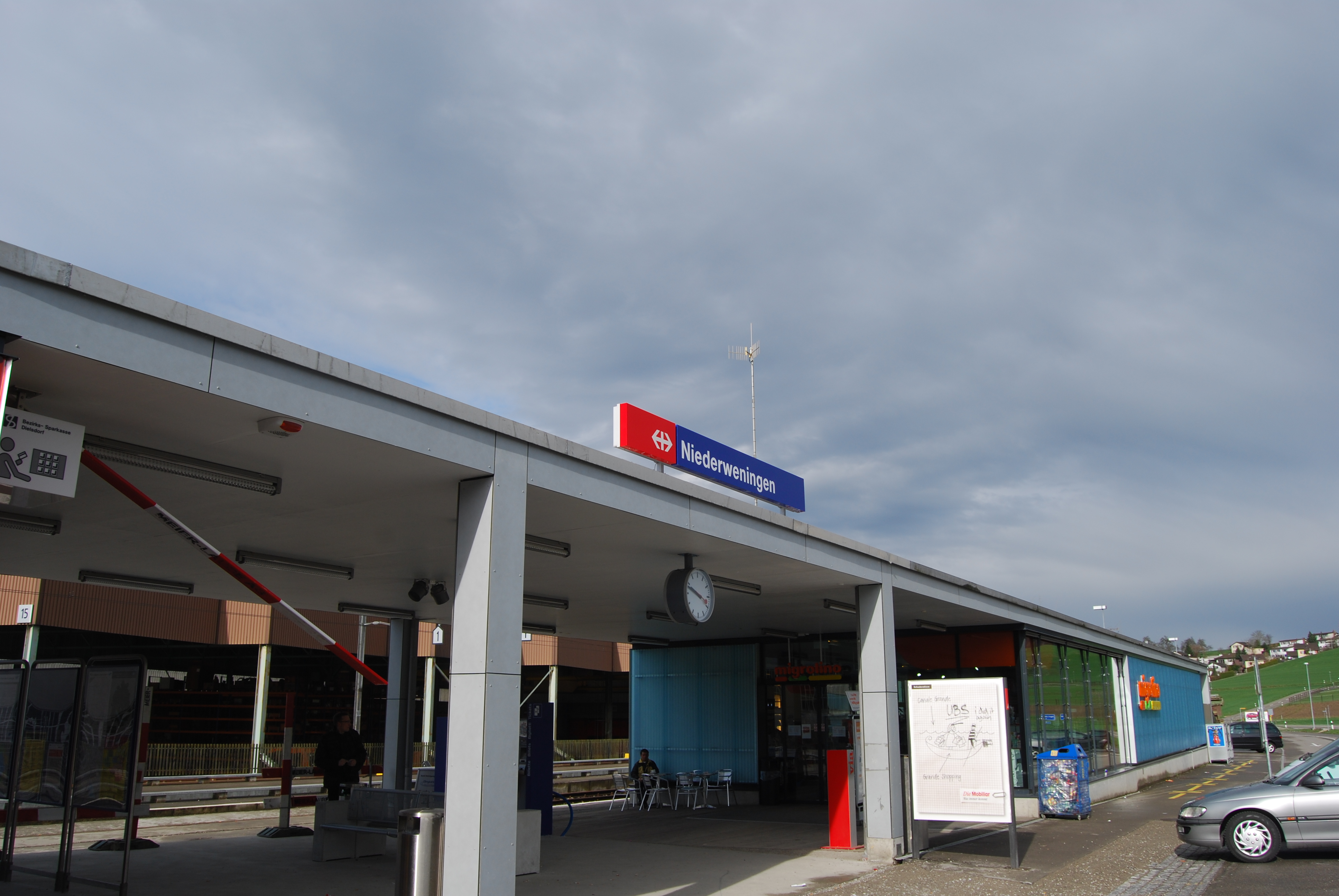
La stazione di Niederweningen

Niederweningen è servito dalle stazioni di Niederweningen e di Niederweningen Dorf sulla ferrovia Oberglatt-Niederweningen (linea S15 della rete celere di Zurigo).

## Amministrazione
Ogni famiglia originaria del luogo fa parte del cosiddetto comune patriziale e ha la responsabilità della manutenzione di ogni bene ricadente all'interno dei confini del comune.